# Mathesiusit
Mathesiusit ist ein sehr selten vorkommendes Mineral aus der Mineralklasse der „Sulfate (und Verwandte)“ mit der chemischen Zusammensetzung K5[(UO2)4|O|VO4|(SO4)4]·4H2O (vereinfacht auch K5(UO2)4(SO4)4(VO5)·4H2O) und damit chemisch gesehen ein wasserhaltiges Kalium-Uranylsulfat mit zusätzlichen Sauerstoff- und Vanadat-Ionen.
Mathesiusit kristallisiert im tetragonalen Kristallsystem und entwickelt nach der c-Achse prismatisch bis nadelig gestreckte Kristalle von etwa 0,2 mm Größe. Diese sind typischerweise zu radialstrahligen oder fächerförmigen Mineral-Aggregaten vereinigt. Die Oberflächen der gelblichgrünen und durchsichtigen bis durchscheinenden Kristalle zeigen einen glasähnlichen Glanz.

## Etymologie und Geschichte
Entdeckt wurde Mathesiusit im Geschieber-Gang auf der fünften Ebene der Grube Einigkeit (auch Einigkeitschacht; tschechisch Důl Svornost), einem ehemaligen Uranerzbergwerk bei Jáchymov (deutsch Sankt Joachimsthal) im tschechischen Okres Karlovy Vary (deutsch Bezirk Karlsbad, Nordwestböhmen). Die Analyse und Erstbeschreibung erfolgte durch ein Mineralogenteam, bestehend aus Jakub Plášil, František Veselovský, Jan Hloušek, Radek Škoda, Milan Novák, Jiří Sejkora, Jiří Čejka, Pavel Škácha und Anatoly V. Kasatkin. Benannt wurde das neu entdeckte Mineral zu Ehren des in Sankt Joachimsthal geborenen deutschen Pfarrers und lutherischen Reformators Johannes Mathesius (1504–1565). Dieser war ein Freund der Naturwissenschaften (insbesondere der Mineralogie) und gab als eines seiner wichtigsten Werke unter anderem „Sarepta oder Bergpostil“ heraus.
Das Typmaterial (Holotyp) des Minerals wird in der Mineralogischen Sammlungen der Abteilung für Mineralogie und Petrologie des Nationalmuseums in Prag unter der Katalognummer P1P 7/2013 aufbewahrt.

## Klassifikation
Da der Mathesiusit erst 2013 als eigenständiges Mineral anerkannt wurde, ist er weder in der veralteten 8. Auflage, noch in der von der International Mineralogical Association (IMA) zuletzt 2009 aktualisierten 9. Auflage der Strunz’schen Mineralsystematik verzeichnet. Auch die vorwiegend im englischen Sprachraum gebräuchliche Systematik der Minerale nach Dana führt den Mathesiusit bisher nicht auf (Stand 2021).
Einzig im Lapis-Mineralienverzeichnis nach Stefan Weiß, das sich aus Rücksicht auf private Sammler und institutionelle Sammlungen allerdings noch nach der alten Form der Systematik von Karl Hugo Strunz in der 8. Auflage richtet, erhielt das Mineral die System- und Mineral-Nr. VI/D.20-25. In der „Lapis-Systematik“ entspricht dies der Klasse der „Sulfate, Chromate, Molybdate und Wolframate“ und dort der Abteilung „Wasserhaltige Sulfate, mit fremden Anionen“, wobei in den Gruppen VI/D.20 und VI/D.21 die Uranylsulfate [UO2]2+–[SO4]2− einsortiert sind. Mathesiusit bildet hier zusammen mit Adolfpaterait, Alwilkinsit-(Y), Ammoniozippeit, Belakovskiit, Bluelizardit, Bobcookit, Cobaltzippeit, Fermiit, Geschieberit, Jáchymovit, Ježekit, Klaprothit, Magnesiozippeit, Marécottit, Meisserit, Metauranopilit, Natrozippeit, Nickelzippeit, Oppenheimerit, Ottohahnit, Péligotit, Plášilit, Plavnoit, Rabejacit, Redcanyonit, Sejkorait-(Y), Shumwayit, Svornostit, Uranopilit, Wetherillit, Zinkzippeit und Zippeit eine eigenständige, aber unbenannte Gruppe bildet (Stand 2018).

## Kristallstruktur
Mathesiusit kristallisiert in der tetragonalen Raumgruppe P4/n (Raumgruppen-Nr. 85) mit den Gitterparametern a = 14,9704(10) Å und c = 6,8170(5) Å sowie zwei Formeleinheiten pro Elementarzelle.

## Eigenschaften
Unter lang- und kurzwelligem UV-Licht zeigt Mathesiusit eine starke gelblichgrüne Fluoreszenz.
Das Mineral ist durch seinen Urangehalt von bis zu 51,11 % radioaktiv, allerdings wurde dessen spezifische Aktivität bisher nicht ermittelt.

## Bildung und Fundorte
Mathesiusit bildet sich sekundär in hydrothermalen polymetallischen Gang-Lagerstätten vom Typ Ag-As-Bi-Co-Ni-U. Als Begleitminerale traten in seiner Typlokalität im Geschieber-Gang der Grube Einigkeit Adolfpaterait, Čejkait, Gips, Schoepit und Zippeit auf. Allerdings wurden in den Gangproben weder primäre Uranminerale noch Sulfide entdeckt.
Außer an seiner Typlokalität in Tschechien konnte Mathesiusit bisher nur noch in einer Grube der North-Mesa-Minengruppe am Temple Mountain im San Rafael District (San Rafael Swell) des Emery Countys im US-Bundesstaat Utah gefunden werden (Stand 2021).